# Хамберге
Хамберге (нем. Hamberge) — община в Германии, ганзейский город, расположен в земле Шлезвиг-Гольштейн. 
Входит в состав района Штормарн. Подчиняется управлению Нордстормарн.  Население составляет 1433 человека (на 31 декабря 2010 года). Занимает площадь 6,74 км².